# 3つの小品 (ニールセン)
『3つの小品』（デンマーク語: Tre Klaverstykker）FS 131、作品59は、カール・ニールセンが作曲したピアノ曲。作曲者の後期作品のひとつであり、1937年にコペンハーゲンで出版された。

## 概要
ニールセンははじめの2曲を1928年の1月から2月にかけて作曲、第1曲には1月15日、第2曲には3月1日の日付を付した。その後クラリネット協奏曲の作曲に取り組み、第3曲を1928年11月6日に書き終えている。最初の2曲は1928年4月14日にクレスチャン・クレスチャンスンのピアノで初演されており、この時は今とは逆の曲順で単に「アダージョ」、「即興曲」と題されていた。全3曲はニールセンの死後、コペンハーゲンのEdition Daniaから出版された。
本作に用いられた主題、和声、テクスチュアからはニールセンが新しい音楽に深い関心を持っていたことが分かり、曲はモダニズムの到来を予感させるものとなっている。

## 楽曲構成

### 第1曲
即興曲： Allegro fluento
音楽学者のクリス・モリソンによると、第1曲は印象主義を思い起こさせるが、「より険しい不協和な素材」へと移り変わっていく。ニールセンは最終ページに次のようなコメントを残している。「威厳を保ちまっすぐ立って居るために街灯の柱につかまっている千鳥足の者を思い浮かべなさい!」

### 第2曲
Molto Adagio
アダージョでは大部分が「優しく心に残る音楽」の中に「突然の爆発」を見せるとモリソンは記している。

### 第3曲
Allegro non troppo
モリソンは終曲を「強靭な精神の、力強い」と表現しており、ニールセンはしばしば無調に接近している。この曲はバルトークやシェーンベルクの初期の十二音音楽にも関係があり、この曲のフーガの箇所では12の全ての音が用いられている。音楽学者のダニエル・グリムリーは本作品が「子どものような無垢さと悪魔的な即興性の2つの感覚」を持ち合わせていると言及している。この楽曲の開始間もなくの部分には、記号とともに「掴みきれるだけの最も深い音（大太鼓）」と注意書きのなされた特殊奏法（トーン・クラスター）が指定されている。